# Oavsiktligt felaktig information

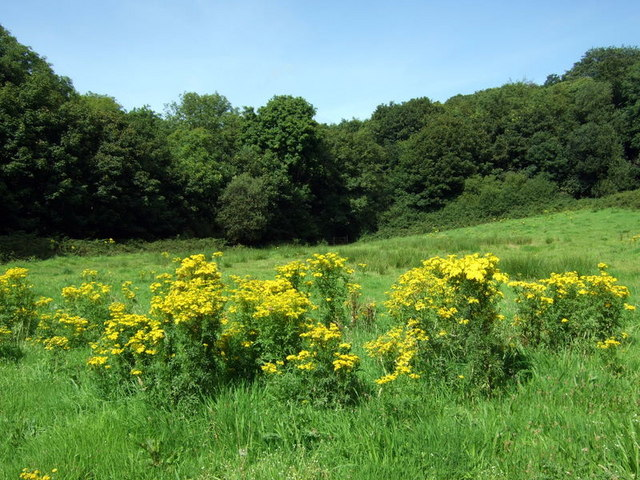
Stånds (Senecio jacobae) har blivit beryktad till följd av sin påstådda giftighet, särskilt om hästar får i sig örten. I själva verket är ryktena till stor del grundade på myter och felaktig information. Att utrota örten gör mer skada än nytta. Stånds ger föda till ett trettiotal insektsarter och även andra attraheras av doften från dess nektar. Beståndet på bilden innehöll bland annat praktfjärilar, mindre guldvinge, bin, blomflugor och många fler.

Oavsiktligt felaktig information (eng. misinformation) är oriktig information som sprids utan insikt om att mottagaren blir felunderrättad eller felinformerad. Begreppet skiljer sig från desinformation, som är avsiktligt spridande av felaktig information.
Oavsiktligt felaktig information är i sig inte något nytt, eller något som kommit med framväxten av modern teknik. Då som nu är medierna den största källan till felaktig information. Ett exempel är från 1948, då tidningen Chicago Tribune i samband med presidentvalet i USA 1948 publicerade den numera berömda rubriken "Dewey Defeats Truman", "Dewey slog Truman", ett valresultat som alla visserligen förväntade sig men som var helt felaktigt.
I informationsåldern har sociala medier kommit att spela en viktig roll. Den typen av webbplatser är en vanlig källa till felaktig information, eftersom de ger användarna möjlighet att lätt sprida information viralt utan att behöva verifiera sanningshalten. Eftersom användarna också kan lägga fram sin egen uppfattning, eller ändra hela eller delar av informationen i syfte att ge sin egen syn på saken, komplicerar detta saken betydligt. När källorna granskas är det av vikt att förstå omfattningen av informationsspridningen, till vilken publik den riktar sig och hur snabbt den kommer att spridas. Dessa egenskaper är viktiga för de webbplatser som vill veta hur man skall motverka felaktiga informationskampanjer.
Som ett resultat av den ökande förekomsten av felaktig information har det uppstått flera webbplatser som skapats med avsikten att skilja fakta från fiktion, såsom Snopes och Viralgranskaren. Uttrycket faktoider används ibland för saker som hålls för sanna, men som i själva verket inte är det, eller inte går att bekräfta.

## Anledningar till spridning av felaktig information
Oavsiktligt felaktig information kan spridas av många orsaker. Ett exempel kan vara att någon försöker förvirra eller förvilla en målgrupp genom att skapa en ledande text, och förse den med en rubrik som utgör klickbete, och som gör att andra sedan sprider den viralt i god tro.

### Okunskap
En stat besitter alltid hemliga uppgifter, såväl i krigs- som fredstid. Den hemliga uppgiften kan till exempel skydda militära hemligheter, men även kommersiella, privata och andra civila skyddsvärden eller personuppgifter. Syftet är i sin tur att försvåra för den som är obehörig till en hemlig uppgift att få del av den, så att inte skada eller men uppstår. Eftersom hemliga uppgifter omfattas av sekretess kan detta leda till spekulationer, som i sin tur kan skada. Okunskap om hur man hanterar hemlig uppgift, eller hur den skall skyddas, kan i sin tur leda till att felaktig information sprids, vilket kan vålla problem.
Ett exempel på medias okunnighet inträffade i november 2005, då reportern Chris Hansen i sitt program Dateline NBC berättade att rättsvårdande myndigheter uppskattade att 50 000 pedofiler ständigt var online. Efter programmet gavs uppgiften tyngd genom att den dåvarande justitieministern Alberto Gonzales uttalade att Dateline uppskattat antalet till 50 000. Det visade sig dock snart att uppgiften inte var sann och Hansen uppgav att han fått siffran från programmets expert Ken Lanning. Denne medgav dock att han hittat på antalet eftersom det kändes som ett reellt antal, inte för litet och inte för stort, och han kallade uppgiften för en "Guldlocksiffra". Enligt journalisten Carl Bialik används siffran 50 000 i media då reportrar inte är säkra på det verkliga antalet.

### Konkurrens mellan medier
Eftersom media vill att deras publik skall välja just deras nyhetskanal, oavsett om det är i tryck, radio, TV eller på internet, finns det ett hårt tryck på medieföretagen att snabbt meddela senaste nytt. Nyheter skapas i så snabb takt att det inte bereds tillräckligt med tid för att kontrollera påståenden, eller för att presentera en fullständig bild. Detta gör att mediakonsumenterna lägger in sina egna åsikter eller värderingar, vilket kan leda till att felaktig information sprids.

## Galleri

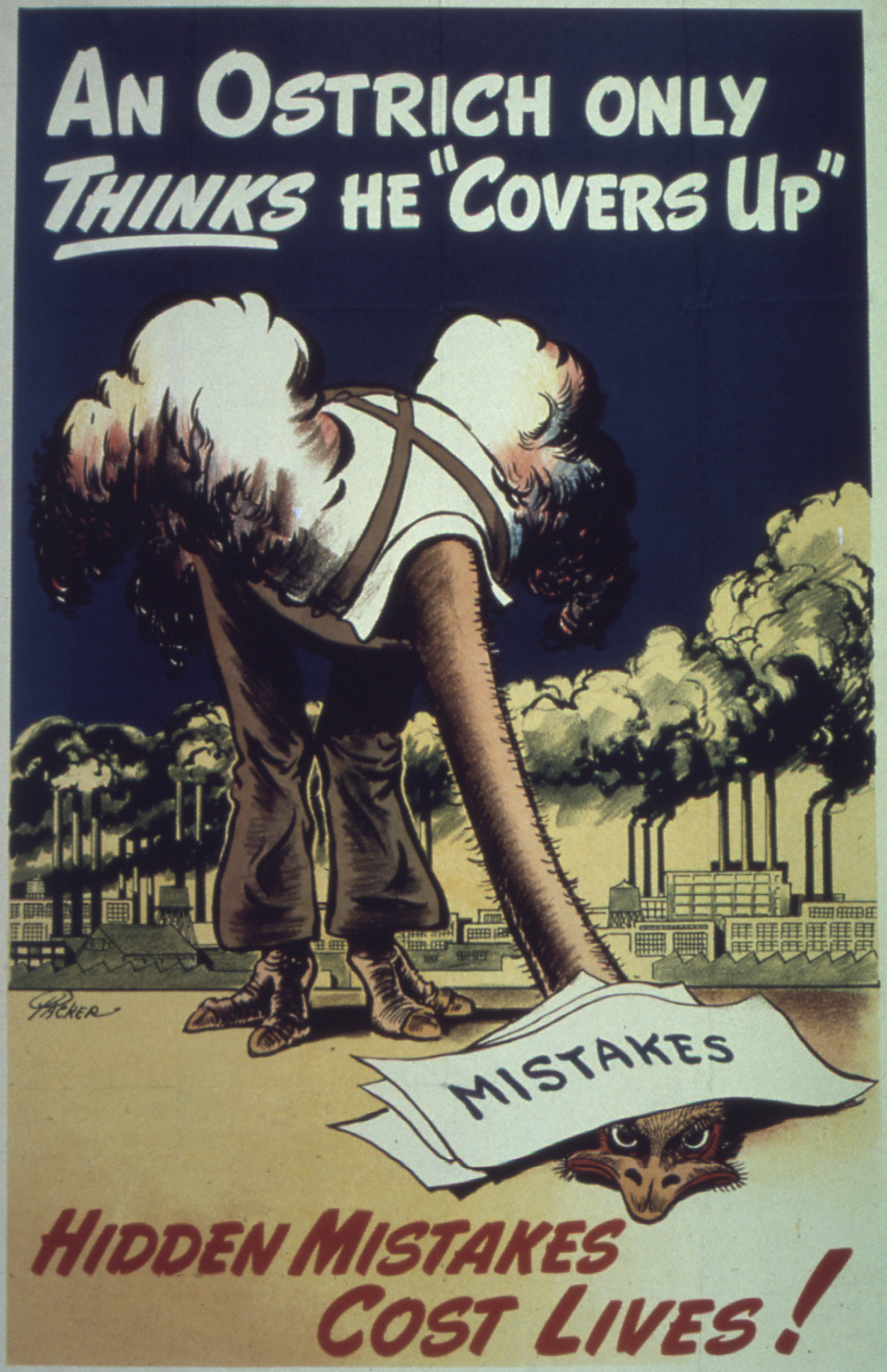
Myten om att strutsar gömmer huvudet i sanden har bland annat använts för att varna medborgare under krig.